# ريد كيلي (موسيقي)
ريد كيلي (بالإنجليزية: Thomas Raymond Kelly)‏ هو موسيقي أمريكي، ولد في 29 أغسطس 1927 في شيلبي في الولايات المتحدة، وتوفي في 9 يونيو 2004 في تاكوما في الولايات المتحدة.

## روابط خارجية
- ريد كيلي على موقع أول ميوزيك (الإنجليزية)